# Pahinui (cràter)
Pahinui és un cràter d'impacte en el planeta Mercuri de 54 km de diàmetre. Porta el nom del músic hawaià Charles Phillip Kahahawai «Gabby» (1921-1980), i el seu nom va ser aprovat per la Unió Astronòmica Internacional el 2013.